# Canchánchara
Le Canchánchara est un cocktail à base de rhum, de miel et de citron vert, originaire de Cuba. Avec un alcool de base, un composant sucré et un composant acide, il appartient fondamentalement à la famille des sours.

## Histoire
Le Canchánchara est considéré comme le premier cocktail développé à Cuba,. Il n'y a pas de sources confirmées sur l'origine de la boisson. Selon l'opinion dominante, elle remonte aux travailleurs des plantations de canne à sucre de Cuba au XIXe siècle, qui avaient accès aux ingrédients encore utilisés aujourd'hui. En particulier dans les portails touristiques et la littérature de voyage, le développement de la boisson est toutefois attribué aux Mambises, des combattants indépendantistes cubains de la guerre des Dix Ans,. La ville côtière de Trinidad, au centre de Cuba, est souvent présentée comme le lieu d'origine. Le magazine Mixology fait remonter l'invention du daiquiri à la base du canchánchara, confirmant le XIXe siècle comme période d'origine de ce dernier.

## Préparation
La recette officielle de l'IBA se compose de 6 cl de rhum, 1,5 cl de jus de citron vert, de 1,5 cl de miel et de 5 cl d'eau. Les ingrédients sont ensuite mélangés jusqu'à ce que le miel se dissolve. À l'origine, la boisson était servie dans une tasse en argile, et les calebasses sont également mentionnées comme étant les récipients à boire originaux. Aujourd'hui, elle est principalement servie dans des verres à pied, mais les tasses en argile sont encore courantes. Dans sa forme originale, la boisson était parfois chauffée avant d'être servie. Aujourd'hui, cependant, la Canchánchara est servie avec des glaçons, qui étaient disponibles à Cuba en tant qu'article de luxe importé depuis les années 1810, mais qui ne sont pas entrés dans la culture quotidienne avant le XXe siècle. Le magazine Mixology suggère que l'ingrédient sucrant d'origine de la boisson dans les plantations de canne à sucre cubaines était la mélasse au lieu du miel.